# Varkenvis
De varkenvis (Orthopristis chrysoptera) is een straalvinnige vis uit de familie Haemulidae en de orde van de baarsachtigen (Perciformes), die voorkomt in het noordwesten en het westen van de Atlantische Oceaan.

## Anatomie
Orthopristis chrysoptera kan maximaal 46 cm lang en 900 gram zwaar worden. De hoogst geregistreerde leeftijd vier jaar. Het lichaam van de vis heeft een gedrongen vorm. De vis heeft één rugvin met acht stekels en vijftien tot zeventien vinstralen en één aarsvin met drie stekels en twaalf of dertien vinstralen.

## Leefwijze
Orthopristis chrysoptera in een zout- en brakwatervis die voorkomt in gematigde wateren. De soort is voornamelijk te vinden in kustwateren (zoals estuaria, lagunes en brakke zeeën), getijdestromen, zeeën, zacht-stromend water, ondiepe wateren (zoals mangroven, moerassen en ondergelopen grond), rotsachtige wateren, wateren op een harde ondergrond, koraalriffen en wateren waarvan de bodem bedekt is met zeegras. De diepte waarop de soort voorkomt is maximaal 10 m onder het wateroppervlak.
Het dieet van de vis bestaat hoofdzakelijk uit dierlijk voedsel, waarmee het zich voedt door te jagen op macrofauna en vis.

## Relatie tot de mens
Orthopristis chrysoptera is voor de visserij van beperkt commercieel belang. De soort kan worden bezichtigd in sommige openbare aquaria.
De soort staat niet op de Rode Lijst van de IUCN.